# Hijaluronan sintaza
Hijaluronan sintaza (EC 2.4.1.212, spHAS, seHAS) je enzim sa sistematskim imenom Naizmenični UDP-alfa--acetil--glukozamin:beta-D-glukuronazil-(1->3)-(nascent hijaluronan) 4-N-acetil-beta--glukozaminiltransferaza i UDP-alfa--glukuronat:N-acetil-beta--glukozaminil-(1->4)-(nascentni hijaluronan) 3-beta-D-glukuronaziltransferaza. Ovaj enzim katalizuje sledeću hemijsku reakciju
(1) UDP-alfa--acetil--glukozamin + beta--glukuronazil-(1->3)--acetil-beta--glukozaminil-(1->4)-[nascentni hijaluronan] {\displaystyle \rightleftharpoons } UDP + N-acetil-beta--glukozaminil-(1->4)-beta--glukuronazil-(1->3)--acetil-beta--glukozaminil-(1->4)-[nascentni hijaluronan]
(2) UDP-alfa--glukuronat + N-acetil-beta--glukozaminil-(1->4)-beta--glukuronazil-(1->3)-[nascentni hijaluronan] {\displaystyle \rightleftharpoons } UDP + beta--glukuronazil-(1->3)--acetil-beta--glukozaminil-(1->4)-beta--glukuronazil-(1->3)-[nascentni hijaluronan]
Za dejstvo enzima iz Streptococcus grupe A i grupe C je neophodan Mg2+.

## Literatura
- Nicholas C. Price; Lewis Stevens (1999). Fundamentals of Enzymology: The Cell and Molecular Biology of Catalytic Proteins (Third изд.). USA: Oxford University Press. ISBN 019850229X.
- Eric J. Toone (2006). Advances in Enzymology and Related Areas of Molecular Biology, Protein Evolution (Volume 75 изд.). Wiley-Interscience. ISBN 0471205036.
- Branden C; Tooze J. Introduction to Protein Structure. New York, NY: Garland Publishing. ISBN 0-8153-2305-0.
- Irwin H. Segel. Enzyme Kinetics: Behavior and Analysis of Rapid Equilibrium and Steady-State Enzyme Systems (Book 44 изд.). Wiley Classics Library. ISBN 0471303097.

## Spoljašnje veze
- Hyaluronan+synthase на 